# Bahnhof Madrid Delicias

Der Bahnhof Delicias (spanisch Estación de Delicias) ist ein ehemaliger Bahnhof im Süden von Madrid unweit des Bahnhofs Atocha. Eröffnet 1880, war er der erste große Bahnhof in dieser Stadt. Er wurde zum Ausgangspunkt der Expresszüge nach Portugal und in den Westen des Landes; nach dem Bürgerkrieg ging er in den Besitz der RENFE über. Obwohl er für einige Zeit einer der vier wichtigsten Bahnhöfe in Madrid war (zusammen mit Atocha, Chamartín und der Estación del Norte), wurde er 1969 geschlossen. Heute gibt es hier keinen Schienenverkehr mehr. Seine ehemaligen Einrichtungen beherbergen das Eisenbahnmuseum Madrid der Fundación de los Ferrocarriles Españoles. Er befindet sich im Stadtviertel Delicias im Madrider Distrikt Arganzuela. Der Bahnhof ist angeschlossen an die U-Bahn-Linie 3 und die Cercanías Madrid.

## Geschichte

### Ursprung
Schon vor dem Bau dieses Bahnhofs gab es eine Eisenbahnverbindung von Madrid nach Lissabon über Ciudad Real und Badajoz, wenn auch die Strecke zwischen Madrid und Ciudad Real über Alcázar de San Juan und Manzanares von der Compañía de los Ferrocarriles de Madrid a Zaragoza y Alicante (MZA) betrieben wurde, während die übrige Strecke Eigentum der Compañía de los Caminos de Hierro de Ciudad Real a Badajoz (CRB) war. Letztere beschloss daher, eine direktere Strecke von Madrid nach Ciudad Real über Parla, Algodor, Mora de Toledo und Malagón zu bauen, um so unabhängig von der MZA zu werden. Am 3. Februar 1879 eröffnete König Alfons XII. diese direkte Verbindung zwischen den beiden Städten und nur wenig später die Madrider Endstation Delicias. Dennoch wurde die CRB praktisch unmittelbar danach von der MZA übernommen, die schon den Bahnhof Atocha betrieb. Durch einen Vertrag, der am 13. Februar 1883 in Paris unterzeichnet wurde, erwarb die Compañía de los Ferrocarriles de Madrid a Cáceres y Portugal (MCP) den Bahnhof und machte ihn in der Folge zu einer internationalen Station, die die Hauptstädte von Spanien und Portugal verband. Die Züge nach Ciudad Real fuhren weiterhin in Delicias ab, bis die Arbeiten um Umbau des Bahnhofs Atocha im Dezember 1892 abgeschlossen waren. Delicias wurde zur Zentrale der MCP, hier befand sich die Verwaltung und von hier wurde der Eisenbahnbetrieb geleitet.

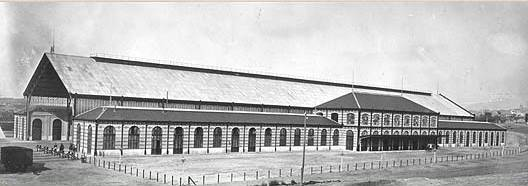
Ansicht des Bahnhofs gleich nach der Fertigstellung

Wegen der spärlichen Bevölkerung der Gegend, durch die sie verlief, diente die Strecke im Regionalverkehr überwiegend dem Transport von Gütern wie Vieh, Kork und Getreide. Unter den Reisezügen stachen der Rápido (später als Lusitania bezeichnet), der Correo Exprés, der Ligero, der Ómnibus und der Correo hervor. Mit dem Lusitania kam 1948 der damalige Prinz Juan Carlos nach Spanien, auch wenn er nicht in dieser Station ausstieg, sondern in Fuenlabrada. Angesichts der kritischen wirtschaftlichen Lage der Bahngesellschaft MCP wurde sie vom Staat übernommen und in die Compañía Nacional de los Ferrocarriles del Oeste eingegliedert. Seitdem entwickelte sich Madrid Delicias zum Sitz und Betriebsmittelpunkt dieser Eisenbahngesellschaft. 1934 wurde das Projekt einer Elektrifizierung der Strecke überarbeitet; im folgenden Jahr begannen die Arbeiten, wurden jedoch wenig später wegen des Beginns des Bürgerkriegs eingestellt.

### Bestandteil der RENFE
1941 wurden die Ferrocarriles del Oeste in die RENFE eingegliedert, womit die Arbeiten an der Elektrifizierung nach den Plänen der früheren Bahngesellschaft wieder aufgenommen und 1944 beendet wurden. Die offizielle Eröffnung fand am 9. Februar 1946 statt. Eingerichtet wurde ein System mit Gleichstrom und 1500 Volt.
In den 1940er Jahren war für den Bahnhof ein ambitioniertes Umbau-Projekt geplant, aber schließlich kam es nur zu Änderungen an der Eingangshalle. Nach der Eröffnung des Bahnhofs Chamartín endete am 1. Juli 1969 der Personenverkehr in Bahnhof Delicias; 1971 wurde hier auch der Güterverkehr eingestellt. 1980, nach zwölf Jahren, in denen seine Existenz von der Immobilienspekulation bedroht war, leitete RENFE ein  Denkmalschutz-Verfahren für den Bahnhof ein. Man unterschrieb einen Vertrag zwischen der Gesellschaft und dem Kultusministerium, wonach der Bahnhof das Museo Nacional de Ciencia y Tecnología und das Eisenbahnmuseum beherbergen sollte. Nach dieser Übereinkunft erlaubte RENFE die Aufteilung des Bahnhofs für die beiden Institutionen, im Gegenzug sollte sich das Ministerium an der Restaurierung des Gebäudes beteiligen, die insgesamt 370 Millionen Pesetas (2.223.745 €) kostete. Die neuen Räume des Museo del Ferrocarril wurden am 19. Dezember 1984 eröffnet, wo sich das Museum heute noch befindet.

## Das Gebäude

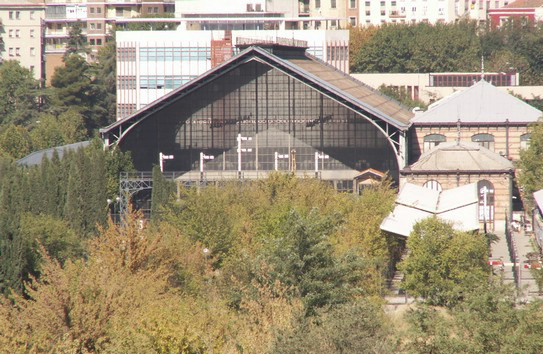
Hinterer Teil des Bahnhofs heute

Der Bau des Bahnhofs begann 1879 nach Plänen des französischen Ingenieurs Émile Cacheliévre, auch wenn man ihn viele Jahre lang irrtümlich Gustave Eiffel zuschrieb. An diesem Projekt waren außerdem die spanischen Architekten Calleja, Espinal und Uliarte beteiligt. Cacheliévre verwendete ein neuartiges System, das von Henri de Dion auf der Pariser Weltausstellung 1878 vorgestellt worden war. Die ursprüngliche Konstruktion von de Dion ist verloren gegangen, so dass der Bahnhof einen zusätzlichen Wert als ältestes erhaltenes Bauwerk vom System de Dion besitzt. Die Metallkonstruktion der Haupthalle wurde  durch das Unternehmen Fives-Lille hergestellt, genau wie für den ehemaligen Gare d’Orsay in Paris, und dann nach Madrid zur Endmontage gebracht. Das Bauwerk wurde am 30. März 1880 um 16:30 Uhr, nur 11 Monate nach Beginn der Arbeiten, durch König Alfons XII., begleitet von der Regierung unter Cánovas del Castillo, eröffnet.

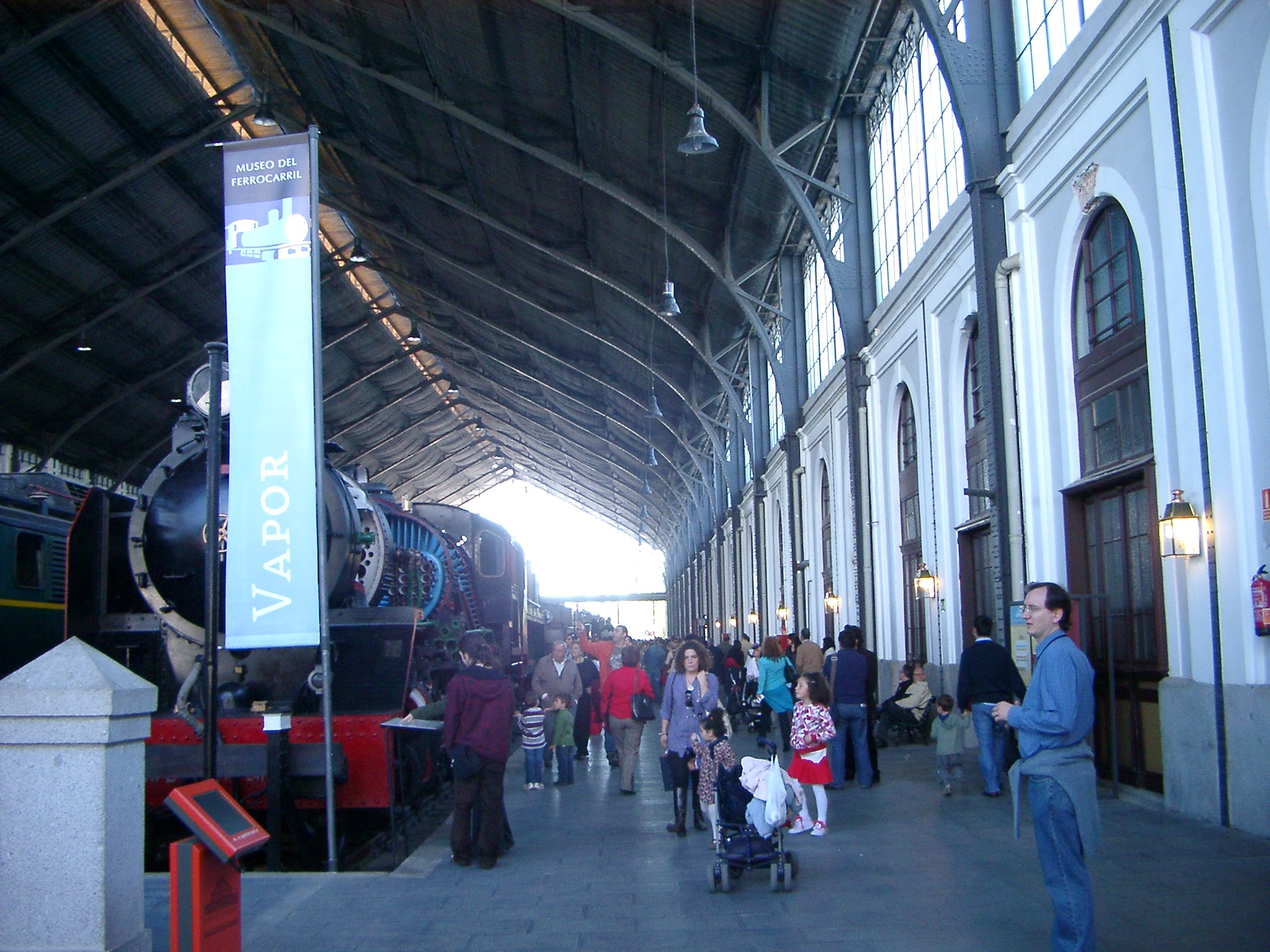
Inneres des Bahnhofs, der heute das Eisenbahnmuseum Madrid beherbergt

Auch wenn es sich um einen Kopfbahnhof handelte, entsprach der Grundriss eher einem Durchgangsbahnhof, mit freien Enden und zwei parallelen Baukörpern an den Seiten. Der eine diente dem Eingang der Reisenden, der andre, etwas kleinere, dem Ausgang. Die zentrale Halle, die fünf Gleise überspannte, war ein einziger großer Raum. Der Entwurf folgte also der Typologie der übrigen Bahnhöfe, die zu dieser Zeit in Europa gebaut wurden, aber mit der genannten Besonderheit, dass der Ankunftsbahnsteig auf der einen und der Abfahrtsbahnsteig auf der gegenüberliegenden Seite lag.

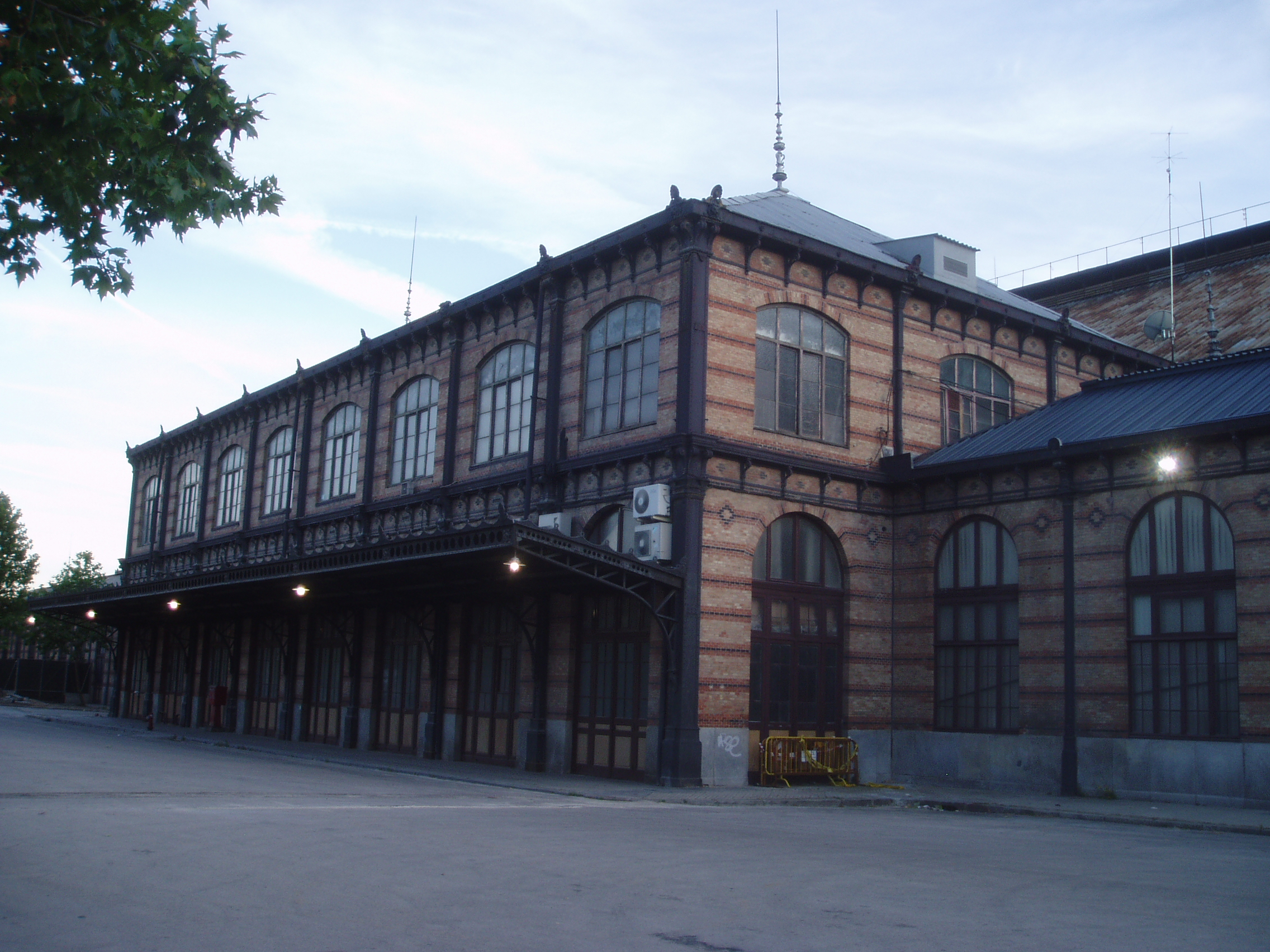
Einer der seitlichen Baukörper des Bahnhofs heute

Für die Konstruktion des Hauptgebäudes, von großer Sachlichkeit geprägt und mit einem Minimum an Verzierungen, verwendete man Eisen und Glas. Von den 12 m hohen seitlichen Wänden gehen im Abstand von 10 Metern 18 metallene Fachwerkträger aus, auf denen das Dach ruht. Die Halle ist 170 m lang, 35 m breit und 22,5 m hoch und konnte gleichzeitig fünf Züge mit 20 Wagen aufnehmen. Die Seitenflügel sind schmuckvoller gestaltet. Für ihren Bau wurden Ziegel in verschiedenen Farben benutzt; sie erinnern an den Mudéjarstil, der seinerzeit in dieser Stadt häufig verwendet wurde. Der Preis für das Bauwerk betrug zwei Millionen Peseten. Um mit dem Kostenvoranschlag auszukommen, wurde als Dacheindeckung der Haupthalle galvanisiertes Wellblech statt Schiefer verwendet, auch wenn dieses dann bei den Seitenflügeln zum Einsatz kam. Die Eröffnung des Bahnhofs bedeutete ein großes Ereignis für die Stadt, da es damals noch nicht die endgültigen Empfangsgebäude von Atocha und Norte gab. Auch wenn er seit seiner Errichtung keine wesentlichen Änderungen erfahren hat, weil er von Anfang an die über die erforderlichen Einrichtungen verfügte, gab es 1906 einen Umbau. Die Abfahrtshalle dient seitdem auch den ankommenden Fahrgästen, und so gewann man Platz für eine Straßenbahn. Später wurde das zentrale Gleis durch einen Bahnsteig ersetzt und die Schieferdeckung auf den Seitenflügeln durch gewellte Faserzementplatten.

## In Film und Fernsehen
In diesem Bahnhof entstanden Aufnahmen für verschiedene Filme wie Doktor Schiwago und Wer liebt, lebt gefährlich sowie für Fernsehserien, darunter Cuéntame cómo pasó und Los Serrano.